# Jon Montgomery
Jonathan Riley Montgomery, detto Jon (6 maggio 1979), è uno skeletonista canadese.

## Biografia
Ha vinto la medaglia d'oro olimpica nello skeleton singolo maschile alle Olimpiadi invernali di Vancouver 2010.
A livello di campionati mondiali ha conquistato due medaglie d'argento nel 2008 e una medaglia di bronzo nel 2011 in diverse specialità.